# Roscoea tumjensis
Roscoea tumjensis là một loài thực vật có hoa trong họ Gừng. Loài này được Elizabeth Jill Cowley miêu tả khoa học đầu tiên năm 1982.

## Từ nguyên
Tính từ định danh lấy theo tên địa danh nơi Gardner thu thập mẫu vật là gần Tumje, Nepal vào tháng 6 năm 1953. Các mẫu vật do Gardner thu thập ban đầu được dán nhãn là R. purpurea var. auriculata (nay là R. auriculata) và R. chamaeleon (nay là R. cautleyoides), cho đến khi Cowley tạo ra loài mới.

## Phân bố
R. tumjensis sinh sống trên dãy Himalaya, ở miền trung và miền đông Nepal. Mẫu vật mô tả loài này được thu thập ở độ cao 2.740 m.

## Mô tả
Cây thường cao 18–25 cm, có 4-6 lá, trong đó 3-4 lá đầu tiên chỉ có bẹ, có thể có đốm màu tía; các lá còn lại có phiến lá 4–8 cm × 1,5–4 cm, tạo thành các tai ở phần tiếp giáp của phiến lá và bẹ lá. Ở phần tiếp giáp của bẹ và phiến lá cũng có các lưỡi bẹ nhỏ, dài 1–2 mm. Cành hoa (cụm hoa) được giữ bên trong các lá. Các hoa có thể có nhiều màu sắc khác nhau, từ tím hoa cà nhạt đến tía tươi. Các lá bắc đối diện hoa ngắn hơn nhiều so với đài hoa. Đài hoa hình ống, đỉnh 3 thùy. Ba cánh hoa (tràng hoa) tạo thành một ống, dài hơn đài hoa, tận cùng chia 3 thùy, thùy trung tâm thẳng đứng, ~3 cm × 1,5–2,5 cm, và 2 thùy bên hẹp hơn, ~3 cm × 0,9–1,4 cm. Bên trong các cánh hoa là cấu trúc hình thành từ 4 nhị vô sinh (nhị lép): 2 nhị lép bên tạo thành những cấu trúc giống cánh hoa nhỏ thẳng đứng, 1,1–2,2 cm × 0,8–1,3 cm, với gân giữa; 2 nhị lép trung tâm hợp sinh một phần ở gốc để tạo thành môi lớn hay cánh môi, ~4,5–5,5 cm × 3,5–4,5 cm. Cánh môi chia thành 2 thùy ở đầu, xẻ sâu chừng 1/4 chiều dài của nó. Nhị sinh sản 1, bao phấn màu kem, dài ~6–8 mm, với các cựa dài 6 mm hình thành từ mô liên kết giữa 2 nang bao phấn.
Hoa của nó hơi giống của R. humeana. Các phiến lá có phần gốc hình tai giống như của R. auriculata, nhưng R. auriculata có các nhị lép bên màu trắng với gân không ở giữa, trong khi R. tumjensis có các hoa cùng màu và các nhị bên có gân ở giữa.
R. tumjensis thuộc nhánh Himalaya của Roscoea, phù hợp với dự kiến từ sự phân bố địa lý của nó.

## Gieo trồng
R. tumjensis được gieo trồng ở Anh, nhưng thường bị dán nhãn không chính xác là R. brandisii.

## Hình ảnh

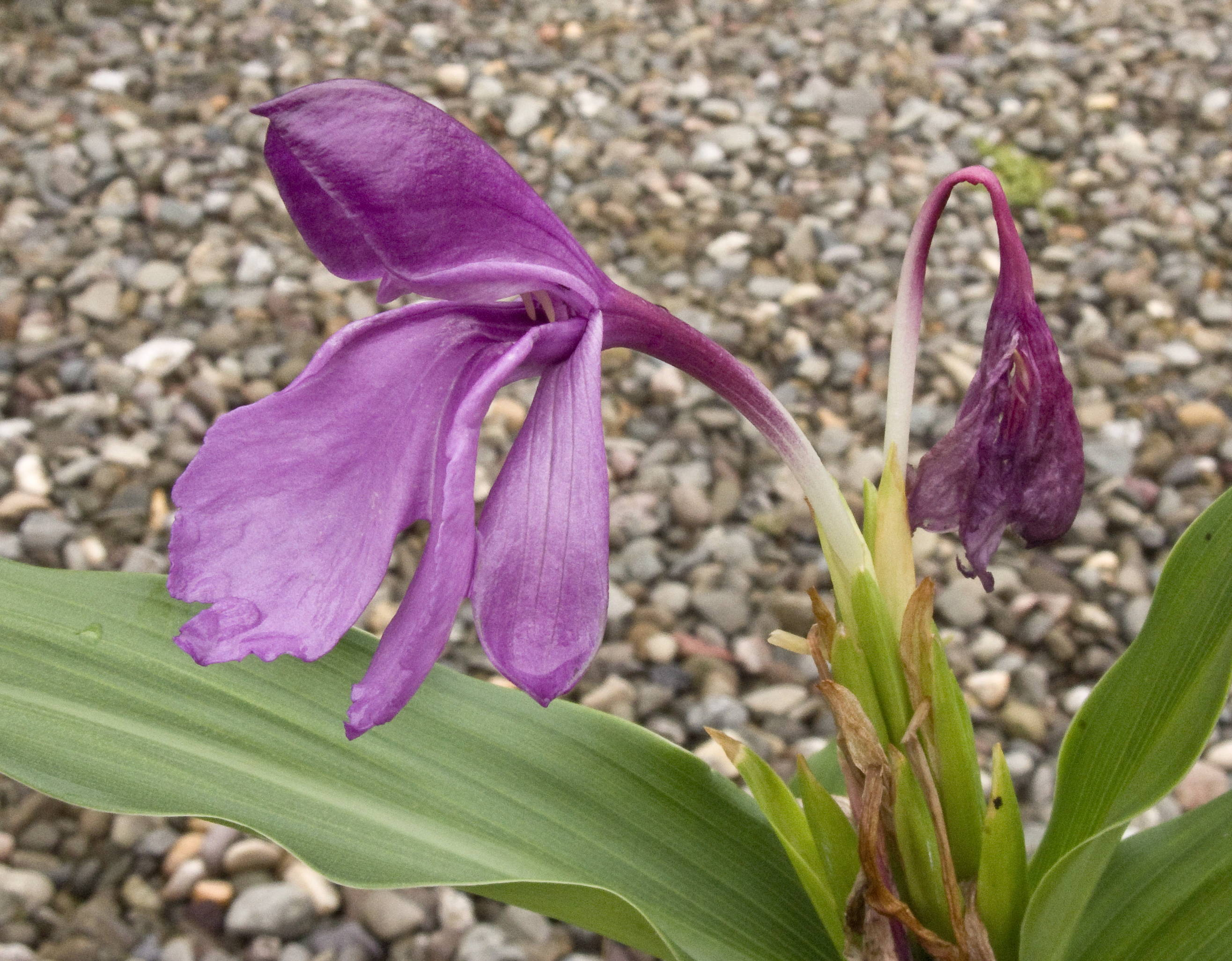